# 千葉栄次郎
千葉 栄次郎（ちば えいじろう）は、幕末の剣客。栄次郎は通称で、諱は成之。
北辰一刀流を開いた千葉周作の次男で後継者。当代の名人達人と呼ばれる剣術家相手に高い勝率を誇った名剣士であったが、30歳で没した。

## 経歴

### 生い立ち
幼少時から父・千葉周作（北辰一刀流玄武館）に学ぶ。若くして奥義を極め「千葉の小天狗」と呼ばれ、18-9歳で早くも名人と噂されるほどになった。

### 試合記録
- 19歳のとき、斎藤歓之助（神道無念流練兵館）と試合して勝った。栄次郎と歓之助は同じ年の生まれで、玄武館と練兵館は、幕末の江戸三大道場に数えられている。

- 玄武館で「鬼鉄」と呼ばれていた頃の山岡鉄舟が、同輩約20人と共に栄次郎に勝負を挑んだ。栄次郎を疲れさせて最後に鉄舟が仕留める魂胆であったが、栄次郎は少しも疲れることなく、逆に鉄舟たちが降参した。しかも柄の折れた竹刀であしらわれていたことを知り、鉄舟は栄次郎の強さを思い知ったという。

- 嘉永2年（1849年）閏4月の津藩江戸藩邸での試合と同年5月と6月の岡藩江戸藩邸での試合では、島田虎之助（直心影流）、桃井春蔵（鏡新明智流）を含む対戦した18名全員に勝ち越しており、結果を集計すると、この試合での栄次郎の勝率は90%という驚異的なものであった[1]。

この試合では栄次郎とは対戦しなかった柿本清吉（直心影流）との試合は、三本勝負で柿本が全勝した。栄次郎はしばらく考え込んだ後、再度三本勝負をすると、柿本が使った技・間合を使って栄次郎が全勝した。柿本は数日後に改めて立ち合ったが、それらの技は栄次郎に充分に使いこなされて、最早およばなかったという。この体験を柿本は後に「名人というべき人であろう」と根岸信五郎に語ったという。
- 嘉永4年（1851年）5月に津藩江戸藩邸で武藤為吉[2]（加藤田神陰流）と、嘉永6年（1853年）4月に岡藩江戸藩邸で石山孫六（小野派一刀流）と試合をするが、いずれも栄次郎が負け越した。このうち石山孫六とは、翌嘉永7年（1854年）9月に土佐藩江戸藩邸で再戦し、石山に勝ち越した。このように栄次郎は一度敗れた相手には二度と敗れなかったという。

- 嘉永7年（1854年）に牟田高惇（鉄人流）に何度も試合を申し込まれた時は、なぜか「今日の稽古は終わった」とか「体調不良」などと理由をつけて断わり続けた。このことを牟田は日記で「腰抜けの極み」と栄次郎を罵倒している。

### 水戸藩出仕
父周作の代稽古として水戸藩の藩校・弘道館へ剣術を指南しに行った際、竹刀を頭上で回転させたり、股にくぐらせ、上空へ投げるなど曲芸的な技で相手を翻弄して打ち負かした。この行為に水戸藩藩士たちが激怒し、陳謝することとなった。このことについて堀正平は『大日本剣道史』で、栄次郎を「曲遣いの元祖」と批判している。一方、栄次郎と試合をしたことがある武藤為吉は、「その様な遣われ方をする方が未熟である」と、栄次郎を擁護している。
嘉永6年（1853年）5月、周作とは別に水戸藩に出仕し小十人組から馬廻組を経て、文久2年（1862年）1月11日、大番頭に昇進するも、翌日の1月12日、30歳で没した。

### 弟子
高弟の下江秀太郎は19歳で玄武館塾頭となり、明治維新後は警視庁撃剣世話掛を務めた。
長男の千葉周之介（之胤）は明治16年（1883年）、山岡鉄舟と井上八郎の後見で東京府神田錦町に玄武館を再興し、警視庁撃剣世話掛を務めた。